# Bori (Benin)
Bori ist eine Stadt und ein Arrondissement im Departement Borgou im westafrikanischen Staat Benin. Es ist eine Verwaltungseinheit, die der Gerichtsbarkeit der Kommune N’Dali untersteht.

## Demografie und Verwaltung
Gemäß der Volkszählung 2013 des beninischen Statistikamtes INSAE hatte das Arrondissement 28.072 Einwohner, davon waren 14.535 männlich und 13.537 weiblich.
Von den 64 Dörfern und Quartieren der Kommune N’Dali entfallen 17 auf Bori:
1. Angaradébou
2. Bio-Sika
3. Bori
4. Bori-N’Darnon
5. Bori-Peulh
6. Darnon-Gourou
7. Gbitébou
8. Gounin
9. Kori
10. Marégourou
11. Marégourou-Peulh
12. Sonnoumon
13. Sonnoumon-Gando
14. Sonnoumon-Peulh
15. Souarou
16. Témé
17. Témé-Peulh